# Berchemia longiracemosa
Berchemia longiracemosa là một loài thực vật có hoa trong họ Táo. Loài này được Okuyama mô tả khoa học đầu tiên năm 1951.